# Adoretus limbatus
Adoretus limbatus är en skalbaggsart som beskrevs av Blanchard 1851. Adoretus limbatus ingår i släktet Adoretus och familjen Rutelidae. Inga underarter finns listade i Catalogue of Life.